# 乌拉圭共产党
乌拉圭共产党（西班牙語：Partido Comunista del Uruguay，缩写为PCU）是乌拉圭的一个共产主义政党。该党成立于1920年9月21日，由原乌拉圭社会党多数派组建。1921年4月16日，该党召开特别代表大会，正式成立。1922年，该党加入共产国际。1930年代—1940年代，该党开展保卫民主、反对法西斯主义的斗争。1956年，苏联共产党举行“二十大”后，该党提出通过议会道路走向社会主义的主张。1973年6月，乌拉圭发生军事政变后，该党转入地下，直到1985年3月恢复合法地位。此后，该党力量发展迅速，党员人数从1984年的5000人增至1990年的5万人。在1989年乌拉圭大选中，该党与其他左翼党派建立的“广泛阵线”获得22.22％的选票，仅次于红党和民族党。1990年，乌共召开“二十二大”，重申坚持马克思列宁主义原则，坚信“只有社会主义才能解决资本主义社会的固有矛盾”。由于受到苏东剧变冲击，该党成员人数由5万一度降到7000。

## 历任领袖
1. 欧赫尼奥·戈麦斯（1920年—1955年）
2. 罗德内·阿里斯门迪（1955年—1973年）
3. 海梅·佩雷斯（英语：Jaime Pérez）（1973年—1974年）
4. 何塞·路易斯·马塞拉（英语：José Luis Massera）（1974年—1975年）
5. 赫拉尔多·库埃斯塔（西班牙语：Gerardo Cuesta）（1975年—1976年）
6. 莱昂·列夫（1976年—1979年）
7. 何塞·帕塞利亚（1979年—1981年）
8. 拉蒙·卡夫雷拉（1981年—1985年）
9. 罗德内·阿里斯门迪（1985年—1988年）
10. 海梅·佩雷斯（英语：Jaime Pérez）（1988年—1992年）
11. 玛丽娜·阿里斯门迪（英语：Marina Arismendi）（1992年—2006年）
12. 爱德华多·洛里埃（英语：Eduardo Lorier）（2006年—2017年）
13. 胡安·卡斯蒂略（2017年至今）